# Henrik von Eckermann
Henrik von Eckermann (25 de maio de 1981) é um ginete de elite sueco, campeão olímpico.

## Carreira
Henrik von Eckermann conquistou a medalha de ouro nos Jogos Olímpicos de Verão de 2020 em Tóquio, na prova de saltos por equipes, ao lado do cavalo King Edward, e de seus companheiros Malin Baryard-Johnsson e Peder Fredricson.